# Gravity (film)
Gravity är en amerikansk-brittisk 3D-rymddramafilm som hade biopremiär i USA den 4 oktober 2013 , med Sandra Bullock och George Clooney i huvudrollerna. Den regisserades av Alfonso Cuarón, som också fungerade som medproducent och medförfattare till filmens manus. Filmen handlar om medicinteknikern Ryan Stone och astronauten Matt Kowalski som är på uppdrag i rymden. Deras rymdskyttel förstörs och de hamnar i en svår situation.
Gravity visades först på filmfestivalen i Venedig 2013 och hade sedan biopremiär i oktober 2013. Spinoffen Aningaaq, regisserad och skriven av Jonás Cuarón, släpptes för allmänheten i november 2013 på internet och visar en av nyckelscenerna i filmen ur ett annat perspektiv.
Filmen vann sju Oscars vid Oscarsgalan 2014, bland annat för Bästa regi.

## Handling
NASA:s fiktiva rymdfärja Explorer sänds upp till rymdteleskopet Hubble, där tre astronauter är på rymdpromenad för att reparera teleskopet. Ryssland har detonerat ett antisatellitvapen, vilket i sin tur har utlöst en svärm av rymdskräp i låg omloppsbana runt jorden. Skräpet slår sönder rymdfärjan och dödar alla ombord, samt en astronaut som är på rymdpromenad. Astronauten dr. Ryan Stone (Sandra Bullock), som är ute på sin första rymdresa, virvlar runt medan den andra överlevande och snart pensionerade astronauten Matthew "Matt" Kowalski (George Clooney) är utrustad med en jetpack (MMU). Han räddar Stone, men när de ser den skadade rymdfärjan inser de att de måste ta sig tillbaka till jorden på ett annat sätt. De kan inte få radiokontakt med någon, så de använder jetpacken för att nå den internationella rymdstationen (ISS). Besättningen där har evakuerats, men de har lämnat efter sig ett Sojuzfartyg då fallskärmen har utlösts för tidigt. Jetpacken har inte tillräckligt med bränsle för att bromsa, men Stone lyckas få tag i fallskärmslinorna. Kowalski väljer att koppla bort sig från Stone för inte att riva med henne och ger henne goda råd över radio.
Stones rymddräkt har nått en för hög koldioxid-nivå, och hon är på väg att kvävas. Hon lyckas ta sig in i ISS, och efter att ha återfått medvetandet svävar hon in i Sojuz TMA-14M. Stone är utbildad i nödlandning av  Sojuz-farkoster, så hon kopplar loss från ISS, men fastnar i fallskärmslinorna. Genom att använda en rysk rymddräkt tar hon en rymdpromenad och lyckas få loss fallskärmen. I samma stund kommer rymdskräpet farande mot henne och förintar ISS.
Eftersom fallskärmen saknas kan Sojuz inte användas för återresan. Stone planerar därför att nå den kinesiska rymdstationen Tiangong med Sojuz, men stöter på problem då raketmotorn inte fungerar. Den ende hon kommer i radiokontakt med är den grönländska jägaren Aningaaq (röst av Orto Ignatiussen), som inte förstår engelska. I förtvivlan över att vara strandad ensam i rymden väljer hon att minska syrehalten för att begå självmord på ett milt sätt. Då kryper plötsligt Kowalski in i Sojuz-rymdfarkosten och instruerar henne i hur man använder landningskapselns bromsraketer för att nå Tiangong. Stone förstår att Kowalskis besök var en hallucination, men inser att hon kan använda idén och lyckas på så sätt ta sig till Tiangong. Med hjälp av en brandsläckare manövrerar hon sig till rymdstationen och stiger ombord. Kineserna på Tiangong har dött, men det anslutna Shenzhou-fartyget är fortfarande användbar. Alla knappar i cockpiten har kinesiska tecken, men sitter på samma platser som i Sojuz. Därför kan Stone koppla loss Shenzhou och landa på jorden. Landningen sker i Lake Powell i Arizona och på grund av en eldsvåda är hon tvungen att öppna luckan. Den vattenfyllda kapseln börjar sjunka och Stone kämpar för att bli av med rymddräkten, men lyckas ta sig upp till ytan och på land.

## Rollista (i urval)
- Sandra Bullock – Dr. Ryan Stone
- George Clooney – Löjtnant Matthew "Matt" Kowalski
- Ed Harris (röst) – Mission Control
- Orto Ignatiussen (röst) – Aningaaq (grönländsk jägare)
- Phaldut Sharma (röst) – Shariff Dasari (tredje astronauten på rymdpromenad)
- Amy Warren (röst) – Explorers kapten
- Basher Savage (röst) –  Den internationella rymdstationens ryska kapten

## Om filmen

### Produktion
Under en intervju berättade Alfonso Cuarón att studion Warner Bros. ville klippa filmen och ändra hans vision. Visionen, som fokuserade på en man och en kvinna i en väldigt utsatt situation ute i rymden. Han jobbade med filmen i nästan fem år och skrev manuset med sin son Jonás.
Under 2010 provfilmade Blake Lively och Scarlett Johansson för den kvinnliga huvudrollen. Även Natalie Portman var påtänkt. Men till slut gick rollen till Sandra Bullock. Den manliga huvudrollen skulle egentligen spelats av Robert Downey Jr.. Han lämnade dock projektet och George Clooney fick rollen.

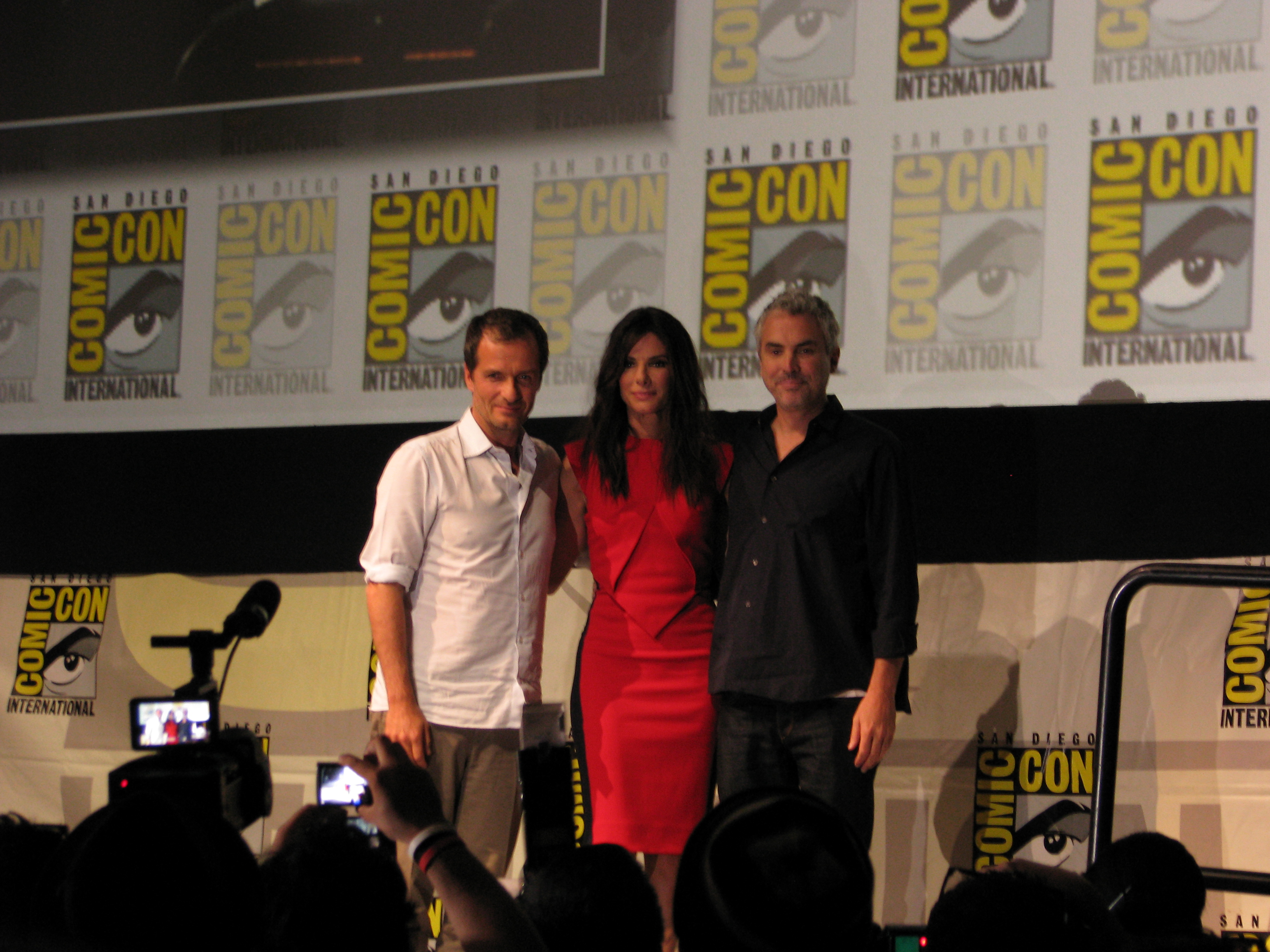
David Heyman, Sandra Bullock och Alfonso Cuarón promotar Gravity under San Diego Comic-Con.

Gravity hade en produktionsbudget på 100 miljoner dollar och filmades digitalt. Landningsscenen filmades i Lake Powell, Arizona.

### Musik
Filmmusiken komponerades av Steven Price.

#### Låtlista
1. "Above Earth" – 1:50
2. "Debris" – 4:24
3. "The Void" – 6:15
4. "Atlantis" – 3:43
5. "Don't Let Go" – 11:11
6. "Airlock" – 1:57
7. "ISS" – 2:53
8. "Fire" – 2:57
9. "Parachute" – 7:40
10. "In the Blind" – 3:07
11. "Aurora Borealis" – 1:43
12. "Aningaaq" – 5:08
13. "Soyuz" – 1:43
14. "Tiangong" – 6:28
15. "Shenzou" – 6:11
16. "Gravity" – 4:35

Andra låtar som är med:
- Hank Williams, Jr. - "Angels Are Hard to Find"
- Juaaka Lyberth - "Sinigit Meerannguaq"
- Chris Benstead och Robin Baynton - "Destination Anywhere"
- 922 feat. Gaurav Dayal - "922 Anthem"
- Charles Scott feat. Chelsea Williams - "Ready"

### Vetenskaplig noggrannhet

Rymdteleskopet Hubble og ISS' banlutningar.

Ljudeffekterna som använts i filmen motsvarar det ljudet som en astronaut i rymden kan höra. Väsande andningsljud och radiokommunikation i rymddräkten, blåsande fläktar och genomträngande larm hörs inne i rymdfarkosterna, medan yttre krockar och explosioner inte hörs alls eftersom ljud inte kan fortplantas i vakuum.
Däremot har rymdteleskopet Hubble en banlutning på 28,5° och en flyghöjd på nästan 600 km. Den internationella rymdstationen (ISS) har en banlutning på ungefär 51° och en omloppsbana i cirka 400 km höjd. Att resa från Hubble till ISS fordrar extremt mycket energi (något en jetpack inte har) eller extremt mycket tid (vilket syreförsörjningen inte räcker till). Resan till Tiangong (42°, 360 km) ger samma problem, fast Sojuz' landningsmodul har större resurser.
Rymdskräpet flyger snabbare än en gevärskula, vilket innebär att det mänskliga ögat kan inte uppfatta det. I filmen kan man följa skräpet när det kolliderar med rymdfarkosterna. När båda astronauterna först bromsats upp av fallskärmslinorna, har Kowalski inget moment kvar för att rycka med Stone. Stone har inte heller korrekt utrustning under rymddräkten; en verksam astronaut har alltid vattenkylda underkläder och de kvinnliga astronauterna har vuxenblöjor.

## Mottagande
Gravity fick positiva recensioner från flera filmkritiker.
Rotten Tomatoes rapporterade att 97 procent, baserat på 305 recensioner, hade gett filmen en positiv recension och satt ett genomsnittsbetyg på 9 av 10. På Metacritic nådde filmen genomsnittsbetyget 96 av 100, baserat på 49 recensioner.
Regissören James Cameron hyllade filmen och sade: "det är det bästa rymdfoto som gjorts, och den bästa rymdfilmen som gjort." Han hyllade även Sandra Bullocks insats. Quentin Tarantino listade den som en av de tio bästa filmerna 2013.

### Utmärkelser
När Oscarsnomineringarna offentliggjordes den 16 januari 2014, blev Gravity tillsammans med American Hustle den film, som fick flest nomineringar (tio stycken).
| Pris   | Resultat  | Kategori                  | Person(er)                                                    |
| ------ | --------- | ------------------------- | ------------------------------------------------------------- |
| Oscars | Nominerad | Bästa film                | Alfonso Cuarón och David Heyman                               |
| Oscars | Vann      | Bästa regi                | Alfonso Cuarón                                                |
| Oscars | Nominerad | Bästa kvinnliga huvudroll | Sandra Bullock                                                |
| Oscars | Vann      | Bästa filmmusik           | Steven Price                                                  |
| Oscars | Vann      | Bästa ljudredigering      | Glenn Freemantle                                              |
| Oscars | Vann      | Bästa ljud                | Skip Lievsay, Niv Adiri, Christopher Benstead och Chris Munro |
| Oscars | Nominerad | Bästa scenografi          | Andy Nicholson, Rosie Goodwin och Joanne Woollard             |
| Oscars | Vann      | Bästa foto                | Emmanuel Lubezki                                              |
| Oscars | Vann      | Bästa klippning           | Alfonso Cuarón och Mark Sanger                                |
| Oscars | Vann      | Bästa specialeffekter     | Tim Webber, Chris Lawrence, Dave Shirk och Neil Corbould      |